# Афінська моровиця
Афінська моровиця (часто неправильно Афінська чума, англ. The Plague of Athens, дав.-гр. Λοιμός τῶν Ἀθηνῶν Loimos tôn Athênôn) — велика епідемія (моровиця) невиясненої етіології, яка спустошила місто-державу Афіни в Стародавній Греції на другий рік Пелопоннеської війни (430 рік до н. е.). Епідемія вбила, за приблизними оцінками, від 75 000 до 100 000 людей, і, як вважають, вона увійшла до Афін через Пірей, порт міста Афін та єдине джерело постачання продовольством. На значній частині східного Середземномор'я також спостерігався спалах цього захворювання, хоча і з меншим впливом. Моровиця мала серйозні наслідки для суспільства Афін, що призвело до серйозного недотримання законів та релігійної віри, у відповідь закони стали жорсткішими, внаслідок чого страждали негромадяни Афін, які претендували на афінське життя. Вона мала серйозний вплив на наслідки війни. Моровиця повернулася ще двічі: в 429 р. до н. е. і взимку 427/426 р. до н. е. За причину епідемії було запропоновано близько 30 збудників. Але жоден з підозрюваних збудників не спричинює наразі хворобу, яка б підходила під описи сучасників цієї моровиці.

## Перед епідемією
Спарта та її союзники, за винятком Коринфа, були майже виключно сухопутними державами, здатними виставляти великі сухопутні армії, які були  майже непереможними. В умовах поєднаного походу на Афіни Спарти та її союзників, що почався в 431 року до н. е., афіняни під керівництвом Перикла проводили тактику відступу у межі міських стін Афін, маючи морське верховенство Афін. Переважаючий на морі флот Афін попереджав несподівані рухи військ Спарти, не давав ефективно доставляти припаси морем. Але ця стратегія також зчинила масову міграцію з сільської місцевості Аттики до Афін, яке вже було дуже населеним, що призвело до перенаселення та дефіциту ресурсів.

## Епідемія
У своїй «Історії Пелопоннеської війни» історик Фукідід, який жив в Афінах, сам заразився, перехворів і вижив, описав епідемію. Він наголосив, що вона почалася з Ефіопії та далі охопила Єгипет та Лівію і вже звідти попрямувала в грецький світ та поширилася широко в усьому Середземномор'ю. Моровиця була настільки жорсткою і смертельною, що ніхто не міг згадати подібне, а лікарі, що не розуміли її природу, не тільки були безпорадними, але й самі померли найшвидше, маючи найбільше контактів з хворими. Біженці від Пелопоннеської війни сховалися за Афінські довгі стіни, збільшивши населення як Афін, так і порту Пірея. Населення таким чином збільшилося втричі, підвищивши шанс зараження разом із поганою гігієною. У переповнених Афінах від хвороби загинула, за оцінками, чверть населення.
Побачивши велику кількість похоронних вогнищ в Афінах спартанці відкликали свої війська, не бажаючи ризикувати через контакт із хворим ворогом. В Афінах загинуло багато піхотинців та досвідчених моряків. Після смерті Перикла Афіни очолювала послідовність лідерів, яких Фукідід описав як некомпетентних або слабких. За словами Фукідіда, до 415 року до н. е. Афіни не відновились достатньо.
Наслідки епідемії були жахливими. Фукідід описує повне зникнення суспільної моралі за часів епідемії: «…катастрофа була настільки великою, що люди, не знаючи, що буде з ними, стали байдужими до кожного правила релігії чи закону». Він стверджував, що афіняни перестали боятися закону, оскільки відчували, що вже живуть під смертним вироком. Так само вони почали витрачати гроші без розбору. Багато хто вважав, що не проживуть досить довго, щоб насолодитися плодами мудрих інвестицій, тоді як деякі з бідних несподівано заможніли, успадкувавши майно своїх померлих багатих родичів. Також деякі люди відмовилися вести себе почесно, оскільки більшість не сподівалися прожити досить довго, щоб насолоджуватися гарною репутацією.
Ще однією причиною відсутності гідної поведінки була сама заразна хвороба. Ті, хто контактував із захворілих, були найбільш уразливими до хвороби. Це означало, що багато людей померли наодинці, оскільки ніхто не був готовий ризикувати доглядати за ними. Мертвих звалювали один на одного, залишали гнити або засовували в братські могили. Іноді люди, що перевозили мертвих, натрапляють на вже палаючий похоронний пірс (стопку дров), скидали туди нове тіло та йшли геть. Інші привласнювали підготовлені пірси, щоб мати достатньо палива, аби створити власну. Ті, кому пощастило пережити чуму, виробили імунітет і тому стали основними доглядачами тих, хто згодом захворів.
Моровиця також викликала релігійну невизначеність та сумніви. Оскільки хвороба вражала побожність людини до богів, люди відчували себе покинутими богами і, здавалося, не мали користі їх поклонятися. Самі храми були місцями великих страждань, оскільки біженці з афінської сільської місцевості були змушені знаходити житло в храмах. Незабаром священні будівлі наповнилися мертвими та помираючими. Афіняни вказали на чуму як на доказ того, що боги віддали перевагу Спарті, і це було підтримано оракулом, що сам Аполлон (бог хвороб та медицини) бився за Спарту, якщо вони билися з усіх сил. Попередній оракул попереджав, що «настане війна Спартанська і принесе з собою мор».

## Прояви хвороби
Фукідід перехворів на хворобу під час Афінської моровиці, тому він чітко знав її ознаки і міг спостерігати їх у оточуючих людей. Вибір слів Фукідіда відображає його знайомство з медичними термінами, які використовували лікарі Стародавньої Греції для опису різних хвороб. Фукідід ретельно вибирав слова і не включав ознаки, яких не було, і не виключав важливих проявів, що були присутні. Слово «висип» у давньогрецькій мові тлумачилось багатьма способами і варіювалося від пухирів до виразок тощо. Фукідід був обмежений описовими термінами, що використовуються в давньогрецькій медицині, і застосовував їх якомога точніше як історик, пильний спостерігач та одночасно жертва хвороби. З цих причин ключові ознаки хвороби в Афінах Фукідід не опустив, і кожна істотна ознака була описана в найкращій на той час термінології. Деякі терміни досі є відкритими для тлумачення, зокрема «жовта жовтяниця».
Щоб інфекційне захворювання вважалося вірогідною причиною чуми в Афінах, воно повинно було існувати на той час. Важко знайти палеопатологічні докази інфекційних захворювань, які є гострими та грізними і не залишають відчутних змін в органах, які б збереглися з часом. Зміни кісток і шкіри — це дві системи органів, які, ймовірно, мають зберегтися впродовж століть. Збудник Афінського мору швидко вбивав, уражаючи всі вікові групи. Передбачувано, що мало або взагалі ніяких фізичних доказів не вдалося зберегтися, що дало б підказки про причину чуми. Лише з описів античних лікарів можна зробити висновок про наявність різних захворювань у давнину. Інфекційні діареї та дизентерія, які описано стародавніми авторами, означають, що черевний тиф був ендемічною проблемою у стародавньому світі. Так само малярія існувала в Стародавній Греції. Натуральна віспа та кір, ймовірно, існували ще в античності, але точні описи цих інфекцій з'явилися в медичній літературі пізніших епох.
За словами Фукідіда, Афінська моровиця починалася з ураження голови, а звідти поширювалася на решту тіла. Він також докладно описав симптоми, які пережили жертва чуми:
- Хвороба починалася з уражень голови, з'являлося відчуття жару, прояви хвороби надалі наче опускалися по тілу донизу.
- Гарячка не була надмірною, при цьому шкіра не була сильно гарячою на дотик. Але всередині тіла відчуття жару було настільки інтенсивним, що хворі не могли терпіти навіть найлегших обгортань тканиною чи носіння білизни. Вони часто пересувалися голими, і занурення в холодну воду приносило найбільше полегшення.
- Шкіра не була жовтою, але почервонілою.
- Почервоніння і печіння очей.
- Біль у горлі, криваво-червоний язик і слизова глотки, кровотеча з рота та неприємний запах звідти.
- Чхання.
- Захриплість і втрата голосу.
- Сильний кашель.
- Блювання.
- Гнійники і виразки на тілі.
- Надзвичайна спрага.
- Безсоння.
- Водяниста діарея.
- Зневоднення.

По видужанню проявлялися судоми кінцівок, відчувалося оніміння статевих органів, кінчиків пальців рук і ніг, і багато хто вижив, втративши їх, інші — з втратою зору. Деякі видужували із цілковитою і негайною втратою пам'яті, не в змозі пригадати власних імен чи впізнати своїх близьких.

## Гіпотези про причину моровиці
Історики давно намагаються ідентифікувати хворобу. Причиною відсутності загального консенсусу щодо причини моровиці є відсутність остаточного мікробіологічного доказу, палеопатологічних доказів та різниця у науковій точці зору. Захворювання традиційно вважається спалахом чуми, яка відбувалася у різних її клінічних формах (бубонна, легенева, кишкова), але оцінка повідомлених Фукідідом симптомів та епідеміологічних особливостей змусили науковців висувати альтернативні пояснення. До них належать черевний тиф, епідемічний висипний тиф, натуральна віспа, грип, кір тощо шоку. На основі описової подібності з епідеміями в Африці XX—XXI століть, а також того факту, що сама афінська моровиця вочевидь походила з Африки (як це зафіксував Фукідід), не виключається можливість хвороби, яку спричинює вірус Ебола або якась інша африканська вірусна геморагічна гарячка. Усі ці інфекційні захворювання є високозаразними та потенційно летальними.
Зважаючи на можливість того, що моровицю могла спричинити відома нині хвороба, симптоми якої з часів Фукідіда змінилися, або цю епідемію спричинила така хвороб, яка більше не існує, як це найімовірніше сталося з англійською пітницею, природа афінської моровиці може ніколи не бути встановлена. Крім того, скупчення людей через приплив біженців до міста, призвело до недостатнього запасу їжі та води, ймовірного збільшення кількості комах, вошей, пацюків та відходів. Ці умови сприяли тому, що моровиця з високою часткою ймовірності була спричинена не однією епідемічною хворобою, а одночасним поширенням кількох.

### Черевний тиф
Немає підстав сумніватися, що черевний тиф існував у Стародавній Греції. Черевний тиф для сталої передачі вимагає фекального забруднення води та їжі з подальшим зараженням людей. Висип, описаний Фукідідом, не має схожості на розеольозні висипання при черевному тифі. Більше десятка ознак, описаних Фукідідом, несумісні з діагнозом черевного тифу навіть якщо довільно підходити до інтерпретаційного коливання. Смерть від черевного тифу відбувається через 2 — 3 тижні від початку хвороби і виникає через перфорацію кишечника з розвитком перитоніту або через кишкову кровотечу. Смерть від черевного тифу зазвичай настає, що значно пізніше часу, коли жертви Афін помирали за інфекційної хвороби. Тифозна гарячка не надає хорошого імунітету до наступних нападів, про що є свідчив Фукідід. Хоча черевний тиф час від часу смертельний при ускладненні перитонітом або кишковим крововиливом, важко уявити черевний тиф, що за короткий термін вбив чверть населення. Черевний тиф, як правило, має підгострий перебіг від початку, і пацієнти залишаються абсолютно здоровими до остаточної гибелі, що прямо суперечить тому, що Фукідід описував у жертв чуми. Черевний тиф — найбільш малоймовірне пояснення причини виникнення мору в Афінах.
Знахідка останків Міртіди призвела до того, що деякі науковці зробили висновок, що причиною епідемії був черевний тиф. У рештках її зубів методом суїцидальної полімеразної ланцюгової реакції було знайдено ДНК тифозної сальмонели. 2010 року в Інтернеті навіть стартував проект «Myrtis», на якому розміщено звернення Міртіди 15 мовами, в якому вона закликає світ об'єднати зусилля у боротьбі із черевним тифом та не допустити нові смерті, які можна і треба відвернути.
Разом з тим певні описання проявів тодішньої недуги у записах її сучасника Фукідіда вступають у протиріччя з добре відомими симптомами черевного тифу, особливостям його епідеміологічного поширення, що зберігає серед науковців думку, що епідемія була спричинена іншою хворобою. Малоймовірно, що черевний тиф з його малочисельними та слабкими розеолами може вважатися таким, що відповідає опису Фукідідідом висипу у хворих.
Можливо сама Міртіда й померла від черевного тифу, тоді як інші її співгромадяни — від іншої хвороби. Адже в період стародавніх епідемій зустрічались випадки смерті й від інших захворювань. А може Міртіда була просто хронічним носієм черевнотифозної сальмонели, а загинула взагалі від зовсім другої причини. Тому інтерпретувати результати дослідження в Міртіди як такі, що мають автоматично поширитися на всю епідемію, поки що зарано. Результати були отримані при дослідженні всього лише трьох зубів, тому беззастережно вважати, що таємниця «чуми Фукідіда» розкрита, поки передчасно.
Тим більше, що друга група дослідників, включаючи американського еволюційного молекулярного біолога доктора Бет Шапіро з Каліфорнійського університету Санта-Крус, заперечила висновки науковців, що запевняли, що це був черевний тиф, стверджуючи, що вони були проведені із серйозними методологічними недоліками.
Ще деякі прояви сучасного клінічного перебігу черевного тифу суттєво відрізняються від опису Фукідіда. Тварини не помирають від черевного тифу, бо це антропоноз, початок хвороби і гарячки при черевному тифі повільний, а сама хвороба, як правило, призводить до смерті людини на 3-4-му тижні захворювання. Оскільки черевний тиф найчастіше передається внаслідок недотримання гігієнічних звичок та поганих умов громадської санітарії в переповнених міських районах, це малоймовірна причина виникнення великої епідемії в менш урбанізованій Африці того часу.

### Геморагічні гарячки
У Фукідіда чітко йдеться про підвищений ризик захворювання серед доглядальників хворих, що характерніше для деяких геморагічних гарячок, як то гарячка Ебола або Марбург, ніж для черевного тифа. Незвичним є, що в історії епідемій під час військових операцій, спартанські війська, які взяли в облогу Афіни, не страждали від хвороби, що вирувала у межах міста. Опис Фукідіда пропонує порівняння з геморагічними гарячками за характером та послідовністю розвинених симптомів та частою смертю приблизно на восьмий день. Деякі науковці трактують вираз Фукідіда грец. λύγξ κενή як незвичайний симптом гикавки, який визнається поширеним проявом при гарячці Ебола. Спостереження за епідеміями хвороби в Африці в XXI столітті показали, що поширення хвороби часто відбувається під час поховальних церемоній, як це спостерігалось і під час Афінської моровиці. Так само відзначається й похоже ураження очей при цьому. Зважуючи на інкубаційний період до 21-го дня та збереження вірусу в спермі перехворілих до 565 днів, поширення гарячки Ебола Нілом з Єгипту до Пірею цілком імовірне. Давньогрецька близькість з африканськими джерелами відображається в точних зображеннях мавп на фресках та гончарних виробах Давньої Греції. Зокрема, там зображено приматів Cercopithecus, від яких відбулася передача вірусу Марбург у Німеччину та Югославію, коли ця хвороба була виявлена в 1967 році.
Друге історичне свідчення, що можливо говорить про геморагічну гарячку як причину Афінської епідемії, твори Тита Лукреція Кара. У І столітті до н. е. він написав, що під час афінської моровиці спостерігалися «криваві» або чорні виділення з тілесних отворів. Лукрецій цитував і був прихильником своїх попередників Емпедокла та Акрона. Хоча жодна з оригінальних праць лікаря Акрона не збереглася, повідомляється, що він помер 430 року до н. е. під час подорожі до Афін для боротьби з моровицею.
Ідентифікація на основі ампліфікаційних методів обмежена неможливістю деяких збудників залишити нуклеїнові кислоти, який можна отримати з археологічних решток через кілька тисячоліть. Відсутність таких можливостей означає, що вірусну етіологію хвороб, зокрема таких як гарячки Ебола чи Марбург, наявні наразі наукові методи підтвердити не можуть.

### Натуральна віспа
Одна з найбільш популярних причин виникнення моровиці в Афінах. Опис Фукідіда має багато знаків, які відповідають клінічним характеристикам натуральної віспи, особливо швидке виникнення, гарячка, ураження очей та висип. Згадані пухирі і виразки можуть являти собою висип натуральної віспи. Інтенсивне відчуття внутрішньої спеки відзначалося в епідеміях натуральної віспи, але не є характерним для неї. Гангрена кінцівок може виникнути у тих, хто вижив від натуральної віспи. Вона часто ускладнюється сліпотою. Втрата пам'яті не характерна для віспи. При цьому можуть бути виразкування в роті, неприємний запах звідти. Хоча натуральна негеморагічна віспа починається на лінії волосся і опускається до кінцівок, вона не супроводжується інтенсивним висипанням, описаним Фукідідом. Якщо припустити, що афіняни мали геморагічну віспу, також відому як гіпертоксична віспа, у них не було б розвинених везикул на шкірі. Геморагічна віспа починається різко з гарячки, набряку обличчя та петехіальної висипки в продромальний період. Висип при геморагічній віспі може нагадувати кір або скарлатину або може бути петехіальною пурпурового забарвлення. Петехіальний продромальний висип при віспі починається з паху і стегон і поширюючись на тулуб і кінцівки, а не з лінії волосся. Геморагічна віспа перебігає настільки швидко, що токсикоз від інтенсивної віремії часто вбиває пацієнта, перш ніж елементи на шкірі встигнуть розвинутися. Якщо моровиця в Афінах була викликана геморагічною віспою, Фукідід виявився правим, не посилаючись на пустульозні висипання, оскільки при геморагічній віспі вони відсутні. Важко уявити епідемію натуральної віспи, яка мала виключно геморагічний різновид. Навіть у надзвичайно летальній епідемії натуральній віспи, принаймні у деяких людей, які вижили, були б висипання, які б легко побачив та описав Фукідід. Його опис пухирів або болячок без посилання на конкретні анатомічні місця залишає діагноз натуральної віспи під питанням. Відповідно до натуральної віспи як причини моровиці є той факт, що ті, хто вижив, були несприйнятливі до наступних нападів у роки після початку епідемії, як зазначив Фукідід.

### Епідемічний висипний тиф
Якби моровиця була спричинена епідемічним висипним тифом, то передача інфекції при цьому йде за допомогою платтяних вошей, і завошивленість мала б бути тоді серед населення. Про наявність вошей можна зробити певні висновки за описом інтенсивного свербіння у незараженого населення Стародавніх Афін. Це захворювання швидко розвивається і характеризується гарячкою, виразним кон'юнктивітом та висипом переважно по тулубу. До ускладнень належить гангрена кінцівки. Описано випадки епідемічного висипного тифу, коли відчуття внутрішнього тепла було настільки інтенсивним, що пацієнти за полегшенням занурювалися. Втрата зору — рідкісне ускладнення цього тифу, тоді як втрата слуху — часте.
Проти діагнозу епідемічного висипного тифу — наявність симптомів ураження верхніх дихальних шляхів, особливо нежить, чхання, неприємний вдих та сухий кашель. Внутрішнє відчуття тепла було незвичним при епідемічному висипному тифі. Діарея не є частиною клінічного синдрому, а також смерть від виснаження не є характерним. Висип при цій хворобі не просувається від голови до кінцівок, як це описано Фукідідом. Описи перших достовірних епідемій висипного тифу тифу в Італії в XVI столітті описують петехіальну гарячку, що характеризується головним болем і нездужанням, що принципово відрізняється від симптомів інфекційного захворювання, описаного Фукідідом. Хоча епідемічний висипний тиф є більш імовірною можливістю, ніж черевний тиф або бубонна чума, він не має достатньо ключових клінічних характеристик, щоб зробити його найбільш ймовірною причиною моровиці в Афінах.

### Чума
Наявність бубонної чуми в Стародавній Греції залежить від того, чи були чорні пацюки в цьому регіоні. Вони здатні передавати афінянам чуму через укус пацюкових бліх з розвитком бубонної її форми, а далі від хворої людини до здорової з розвитком легеневої чуми. Якщо наявність чорних пацюків у стародавніх Афінах не доведено, то й вірогідність розвитку бубонної чуми значно зменшується. Навіть якщо слово «висип» було неправильно трактовано і фактично означає пухирі або виразки, які можуть бути бубонами, висип, здається, знаходиться в неправильному анатомічному розташуванні (тобто він не знаходиться в пахвовій западині або паху), і сильний висип, особливо просування його від голови до кінцівок, не є ознакою бубонної чуми.
Багато європейських авторів описали чуму, яка вдерлася в Європу у XIV столітті. Описи бубонної чуми в Європі внутрішньо послідовні, і всі вони описують одне й те саме клінічне інфекційне захворювання. Європейські описи чуми дуже нагадують один одного, але вони відрізняються від опису Фукідіда. Чума не починається з голови, а ті симптоми з верхніх дихальних шляхів, які описав Фукідід, не зустрічаються при чумі. Важливе посилання на відчуття сильного внутрішнього тепла не є ознакою чуми. Діарея, втрата зору та пам'яті рідко є ознаками бубонної чуми. Відсутність характерного місця розташування та самих бубонів є сильним аргументом проти бубонної чуми. З епідеміологічних ознак бубонну чуму важко розглянути за відсутності чорних пацюків. Перенесення чуми пацюковими блохами є необхідною умовою епідемії бубонної чуми. Фукідід та інші грецькі письменники того часу не згадують про чорних пацюків. У давньогрецькій мові немає жодного слова «пацюк». Уважний спостерігач, як Фукідід, помітив би чорних пацюків серед живих і мертвих людей у значній кількості. Навіть якби він не оцінив причинно-наслідковий зв'язок між чорними пацюками та чумою, малоймовірно, що він би не згадав про чорних пацюків, якби вони були присутні під час епідемії. З епідеміологічних та клінічних причин чума не вписується добре в опис Фукідидів і є малоймовірною причиною виникнення мору в Афінах.

### Грип
Найменше дослідники вважають, що грип був причиною Афінської моровиці. Першочергово при грипі висип є рідкісним, переважно це геморагічні елементи, а не такі, що їх описав Фукідід. При відомому сучасному перебігу грипу спостерігається багато з проявів, описаних Фукідідом, однак відчуття жару всередині тіла з необхідністю кинутися в холодну воду не спостерігається. Немає відчутного зневоднення. Смерть відбувається або в перші доби хвороби від неконтрольованого набряку мозку, або в перші 5-7 діб через геморагічний набряк легень, чи ще пізніше від тяжкої бактеріальної пневмонії як ускладнення.

### Кір
Фукідід згадує, що у пацієнтів була яскраво-червона висипка, яка починалася з голови і спускалася до ніг. Мало що з інфекційних захворювань має інтенсивно червоний висип, навіть враховуючи проблеми інтерпретації висипу. Така етапність характерна для кору. Опис Фукідіда щодо просування висипу від голови до кінцівок характерно для кору. Особливо яскравими є опис Фукідіда стосовно червоних очей, нежиттю і червоного горла афінських жертв, що дуже характерно для кору. Проти кору те, що висип при ньому є папульозним, а тут розвивався до пухирів і виразок. При кору не розвиваються гангрени.

## Кінцеві висновки про походження моровиці
Після того, як рештки померлих будуть перевірені на всі хвороби, що вважаються можливою причиною моровиці, за допомогою технології ДНК-зондування буде встановлено етіологію. Поки таких доказів немає, переважання характерних клінічних особливостей натуральної віспи або кору найкраще пояснює те, що сталося в Афінах на початку Пелопоннеської війни.